# Alan Rice-Oxley
Alan Rice-Oxley (Kings Langley, 1º luglio 1896 – Loders, 21 luglio 1961) è stato un aviatore inglese.
Il tenente Alan Rice-Oxley fu un pilota britannico durante la prima guerra mondiale. Nel 1918 divenne un Asso dell'aviazione, accreditato con sei vittorie aeree.

## Biografia
Nacque come Alan Rice Oxley a Kings Langley, nell'Hertfordshire nel luglio del 1896. È stato educato alla Watford Grammar School for Boys, che ha frequentato tra il gennaio 1908 ed il luglio 1914.

## Prima guerra mondiale
Rice-Oxley era nel 21º battaglione della contea di Londra, The London Regiment (1st Surrey Rifles), fino al 5 febbraio 1915 quando è stato nominato sottotenente nel 4º battaglione, The King's (Shropshire Light Infantry)).
Fu distaccato per il servizio presso il Royal Flying Corps, nominato flying officer il 10 settembre 1916. Si è formato come pilota e inizialmente ha servito con il No. 15 Squadron RFC in Francia, con il compito di individuazione e ricognizione di artiglieria. Fu ferito in azione durante la Battaglia della Somme con il No. 41 Squadron RAF nell'ottobre del 1916 e dopo essersi ristabilito divenne un pilota da caccia. Fu promosso tenente il 1º luglio 1917. Successivamente, nel 1918, si unì al No. 45 Squadron RAF dotato di Sopwith Camel sul fronte italiano. Il 12 luglio 1918 registrò le sue prime vittorie in un combattimento.
Pilotando il Camel D8240, lui ed il Capitano Cedric Howell ingaggiarono una formazione da dieci a quindici aerei della Kaiserliche und Königliche Luftfahrtruppen in prossimità della città di Feltre. Nel successivo combattimento ravvicinato, Rice-Oxley ha abbattuto due dei nemici e per la sua condotta in questa azione è stata premiato con la Distinguished Flying Cross (Regno Unito). Nel corso dei successivi tre giorni, ha abbattuto un altro aereo nemico e ne ha forzati altri due fuori controllo. Il 16 agosto fu nominato Flight commander con il grado provvisorio di capitano e conseguì la sua sesta ed ultima vittoria il 22 agosto.
Rice-Oxley fu trasferito alla lista dei non occupati della RAF il 26 marzo 1919 ed entra nella fanteria leggera del King's Shropshire il 30 settembre 1921.

## Il dopoguerra
Rice-Oxley si unì alla polizia armata del Borneo del Nord, ottenendo la posizione di commissario di polizia. Il 12 novembre 1936 cambiò ufficialmente il suo nome da Alan Rice Oxley ad Alan Rice-Oxley. Dal 1942 al 1945 fu internato dai giapponesi come internato civile nel campo di Batu Lintang vicino a Kuching, nel Sarawak. Dopo la guerra, tornò in Gran Bretagna e lavorò come agricoltore a Uploders, nel West Dorset, quando morì il 21 luglio 1961. È sepolto nel cimitero di Santa Maria Maddalena di Loders, 3,2 km a nord-est di Bridport.